# Christopher Rocchia
Christopher Rocchia (Marsella, 1 de febrero de 1998) es un jugador francés de ascendencia comorense que juega en la posición de defensa para el F. C. Villefranche del Championnat National de Francia.

## Trayectoria

### Clubes

#### Olympique de Marsella
Hizo varias apariciones en con los Phoencéens, en particular en la Liga Europa de la UEFA 2017-18 contra Red Bull Salzburgo, pero tendría que esperar a la temporada 2018-2019 para jugar sus primeros minutos; primero en la Liga Europa de la UEFA 2018-19 contra el Eintracht Fráncfort, luego en la Ligue 1 contra Lille O. S. C. el 25 de enero de 2019.

#### F. C. Sochaux
Pocos días después de su debut en la Ligue 1, fue prestado al F. C. Sochaux el 29 de enero de 2019 hasta el final de la temporada, sin opción de compra. Se quedó allí hasta el final de la temporada y jugó 8 juegos de la Ligue 2. La siguiente temporada fue prestado nuevamente sin una opción de compra al final del verano al mismo club. El préstamo se formaliza el 2 de septiembre de 2019 por el club. Esa segunda temporada participa en 22 partidos de la Ligue 2, marcando su primer gol profesional contra Le Havre el 8 de noviembre de 2019.

## Clubes
| Club                               | País    | Año       |
| ---------------------------------- | ------- | --------- |
| Olympique de Marsella              | Francia | 2018-2021 |
| F. C. Sochaux-Montbéliard (cedido) | Francia | 2019-2020 |
| Dijon F. C. O.                     | Francia | 2021-2023 |
| Aubagne F. C.                      | Francia | 2024      |
| F. C. Villefranche                 | Francia | 2025-     |